# 山形県総合文化芸術館

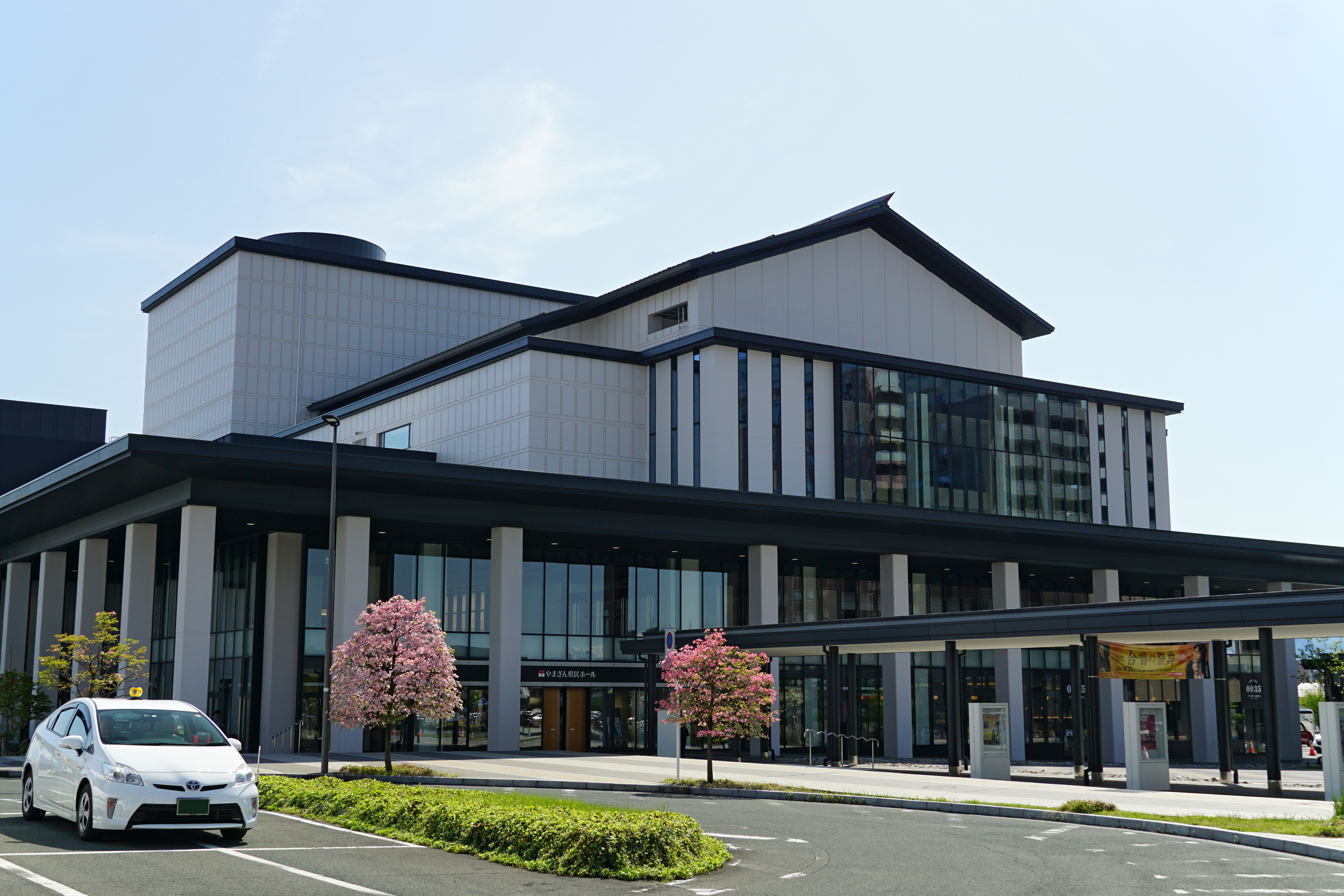
北面

山形県総合文化芸術館（やまがたけんそうごうぶんかげいじゅつかん）は、山形県山形市にある県内では最大規模の多目的ホール。2019年（令和元年）10月に山形銀行が命名権を取得し、12月から「やまぎん県民ホール」の愛称が用いられている。

## 概要
山形県県民会館（2019年11月30日閉館）の老朽化が顕著となったため、1992年（平成4年）から県は新文化施設の検討を開始し、2000年に基本設計を策定し、翌年にはJR山形駅西口に新文化施設を建設するための用地を68億円で購入した。しかし、2005年（平成17年）1月に山形県知事に当選した斎藤弘は財政規律を重んじる方針を唱え、平成17年度補正予算発表時に計画の凍結を表明し、県民会館の継続運用を発表した。
2009年（平成21年）1月、斎藤を破り知事に初当選した吉村美栄子は、新文化施設予定地を空き地のままにしておくことについて監査した専門家が「年間約1億5千万円の機会損失が生じている」と指摘したことを受け、計画再開を決断。12年に県は有識者懇談会を立ち上げ、そこからの提言を踏まえ、14年3月に施設の概要を策定し、16年2月には実施設計概要も公表した。
新県民文化施設は、山形市双葉町一丁目に鉄骨鉄筋コンクリート造などで建設し、地上5階、地下1階（延べ床面積約1万6100平方メートル）で構成され、県が県土地開発基金から事業用地を買い戻す約67億5700万円を除き、整備事業費は約143億円を見込み、18年度の完成、19年度中の開業を予定していた。しかし、建設業界の人手不足に加え、東日本大震災以降の復興需要の高まりなどに伴う労務費の高騰などから、3度目の入札でようやく建築主体業者が決したため、工期が約半年ほど伸び、整備事業費も当初より5億円ほどの増加を見込んだ。18年2月、県は内部検討の結果、名称は「県総合文化芸術館」としたと発表している。
2019年12月にプレオープンし、翌年3月29日にグランドオープンを予定していたが、新型コロナウイルスの感染拡大を受け、開館記念式典とコンサートは延期され、2020年（令和2年）5月13日に全面オープンしている。併設の飲食・物販店である山形魅力発信モールは、指定管理者に鶴岡市に本社を置く清川屋が指定され、「0035 BY KIYOKAWAYA」名称で運営（2026年3月末まで）し、12月12日には県産酒・クラフトショップとレストランも営業を始めた。
2020年東京オリンピックの聖火リレーでセレブレーション会場となった、聖火ランナーは公募により1万人程度が選ばれた、聖火リレーについて、組織委員会はスポンサー企業4社と各都道府県実行委員会が行ったランナー公募に延べ53万5717件の応募があったと発表した。

### 施設
建物は地下1階 地上5階建て。大ホールは2001席収容で、ほかに2つのスタジオ、4つの練習室、3つの会議室や県産品ショップ、レストランなどが備えられている。設計は山形美術館、山形市総合スポーツセンター、東北芸術工科大学等を手掛けた本間利雄建築設計事務所、施工（建築）は安藤ハザマ・山形建設・千歳建設・市村工務店特定建設工事共同企業体が担った。
山形出身の奥山清行がデザイン、山辺町の高級じゅうたんメーカーであるオリエンタルカーペットが製作にあたった大ホールの緞帳「紅―BENI」は山形銀行が寄贈したほか、先述の通り、命名権も取得している。